# Mireille Miailhe
Pour les articles homonymes, voir Miailhe et Glodek.
Mireille Miailhe, née Mireille Glodek à Paris le 20 mars 1921 et morte le 6 décembre 2010, à Paris 13e, est une artiste peintre, illustratrice et résistante française.

## Biographie
Durant la Seconde Guerre mondiale Mireille Miailhe, militante du Parti communiste français, s'engage dans la résistance et devient agent de liaison à Toulouse sous l'autorité de Jean-Pierre Vernant.
Elle fréquente les artistes Mané-Katz, Dina Vierny et Aristide Maillol. Louis Aragon lui rend hommage dans Blanche et l'oubli.
Elle est lauréate du prix Fénéon en 1950.
Grâce au soutien du parti communiste français, elle est invitée à témoigner par le dessin de mouvement sociétaux qui ont traversé la France dans les années 1950 : la grève des mineurs dans le Nord, les conditions de vie des Algériens en 1952. À partir de 1957, ses œuvres sont exposées à Paris et Toulouse, mais également un peu partout en Europe, et certaines d'entre elles sont aujourd'hui conservées au musée du Quai Branly et au centre Pompidou. Dans les années 1980, elle enseigne à l'École nationale supérieure des arts décoratifs de Paris. Elle a un atelier à Paris et un atelier à Cabrespine (Aude).
Elle est la sœur de René Glodek et la mère de Florence Miailhe.

## Œuvres

### Collections publiques
- Antichambre, lithographie, Musée des beaux-arts et d'archéologie de Besançon[6]
- Ethylique, lithographie, Musée des beaux-arts et d'archéologie de Besançon[7]
- La plage, Musée des beaux-arts et d'archéologie de Besançon[8]
- Paysages de Cabrespine, 1965, Musée des Augustins (Toulouse)[9]
- Palabreur, Musée des beaux-arts et d'archéologie de Besançon[10]
- Personnage en haut de forme, Musée des beaux-arts et d'archéologie de Besançon[11]
- Potentat, Musée des beaux-arts et d'archéologie de Besançon[12]

### Livres illustrés
- Les belles manières, de Francis Carco, Ferenczi (Le Livre moderne illustré), 1947
- La Rose des Karpathes, de Pierre Gamarra, Éditions la farandole, 1955[13]
- Colorin Coloré, de Madeleine Gilard, La Farandole, 1963[14]
- La Baguette de Caapora, de Antonieta Diaz de Moraes, La Farandole, 1966[15]
- Qui veille sur la cigogne aveugle, de Blaga Dimitrova, Messidor, 1990[16]

## Expositions
- De Marx à Staline - Bernard Damiano, André Fougeron, Fernand Léger, Mireille Miailhe, Pablo Picasso, Édouard Pignon, Paul Rebeyrolle, Jean Vénitien..., Maison des métallurgistes, Paris, mai 1953[17]

- 1962: Galerie Saint-Placide, Paris.